# Belarus damlandslag i fotboll
Belarus damlandslag i fotboll representerar Belarus i fotboll på damsidan. Landslaget spelade sin första match den 4 november 1995 borta mot Polen. De har aldrig kvalat in till VM, OS eller EM-slutspelet.